# Веймарская школа (музыка)
Веймарская школа, также новая немецкая школа, новонемецкое направление — направление в немецкой музыке XIX века, сложившееся в Веймаре в начале 1850-х годов. Основателем и главой Веймарской школы был композитор Ференц Лист.

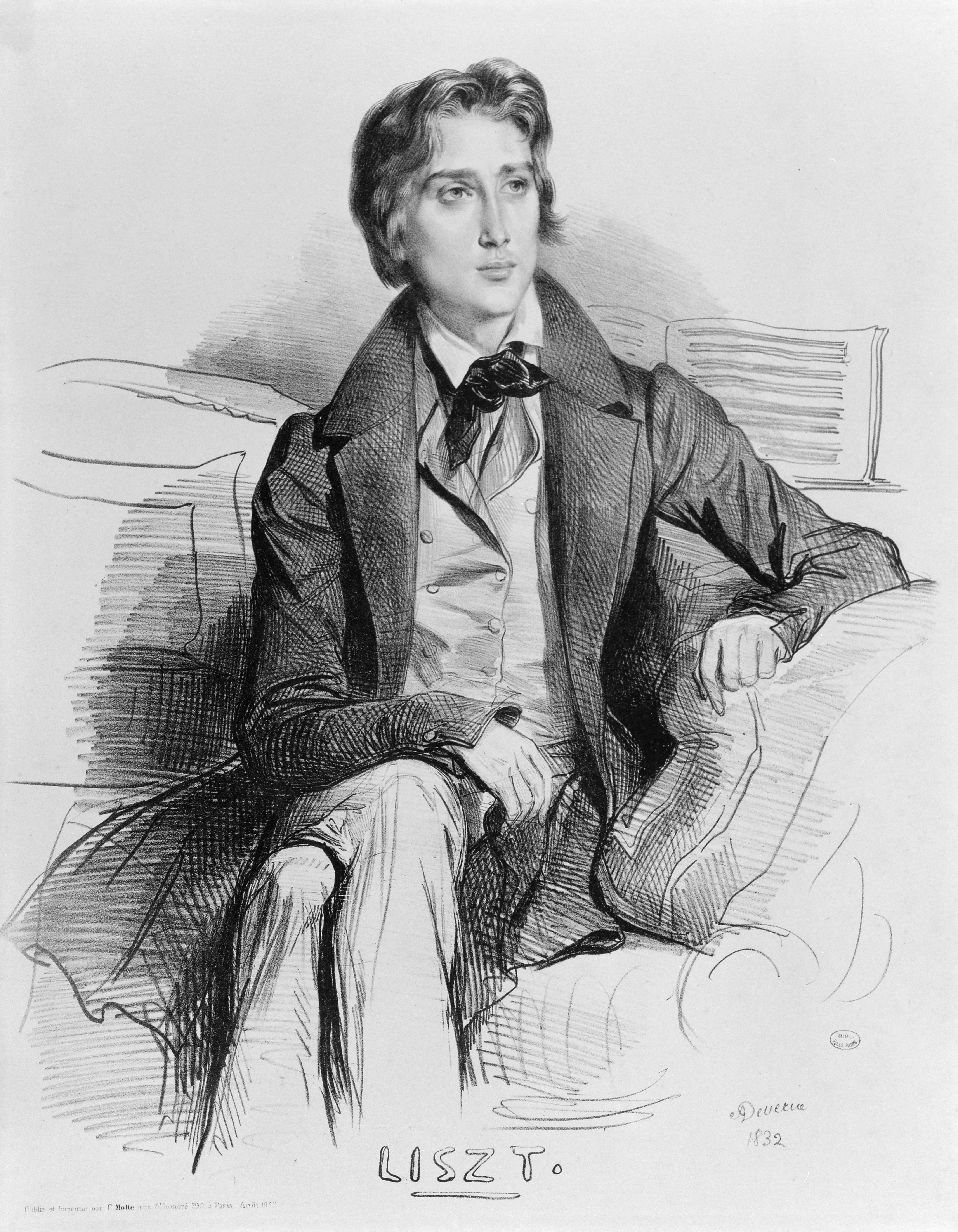
Ференц (Франц) Лист

С 1848 по 1861 год Лист жил в Веймаре, где сочинил ряд крупнейших своих произведений, концертировал как дирижёр и как пианист, занимался педагогической деятельностью и т. д. Он также возглавил так называемое Нововеймарское общество, созданное в 1854 году и позднее получившее название Веймарской школы. Стремясь сделать Веймар художественным центром европейского уровня, Лист объединил вокруг себя молодых музыкантов, разделявших его музыкальные взгляды и принципы. Сам Лист сформулировал их следующим образом: «Освобождение индивидуального художественного содержания от схематизма было, есть и будет нашей главной задачей».
К Веймарской школе принадлежали композиторы Корнелиус, Рафф, Риттер, пианисты фон Бюлов и Таузиг, музыкальный критик Ф. Брендель, поэт Гофман фон Фаллерслебен. Её представители были приверженцами романтизма, выдвигали принципы программности и философской глубины музыкального произведения, поддерживали оперную реформу Вагнера и пропагандировали его творчество. Веймарская школа противопоставляла себя более консервативной и академичной лейпцигской школе.
Свои теоретические идеи Лист выражал в критических статьях (в 1852 году журнал Neue Zeitschrift für Musik перешёл в руки его сторонников). Кроме того, Лист и другие «веймарцы» проводили музыкальные фестивали, устраивали симфонические концерты, состоявшие из произведений самого Листа, Берлиоза и Вагнера, ставили оперы Берлиоза, Вагнера и Шумана. Лист часто выступал в крупных городах Германии, пропагандируя творчество Веймарской школы.
Вскоре после того, как Лист покинул Веймар, Веймарская школа распалась. Тем не менее она оказала значительное влияние на немецкую музыкальную культуру и во многом определила её последующие достижения.